# РК Монпеље
РК Монпеље (фр. Montpellier Handball) француски је рукометни клуб из Монпељеа. Клуб је основан 1982. и такмичи се у Првој лиги Француске од уласка 1992. године и од тада је најуспешнија екипа лиге са четрнаест освојених титула првака Француске и четрнаест титула купа Француске.

## Историја
Клуб је основан 1982. године као Cosmos Montpellier и сваке је године постизао све боље и боље резултате, да би у сезони 1986/87. прешао у Четврту лигу Француске. Године 1987. клуб мења име у Montpellier Paillade Sport Club, а 1988. постаје првак Четврте лиге и пролази у Трећу лигу Француске.
Већ у првој сезони 1988/89. у трећој лиги Монпеље постаје првак, мења име у Montpellier Handball, и прелази у другу лигу, односно Прву Б лигу. Године 1991. на место тренера долази Гај Петитжирар и екипа исте те сезоне 1991/92. постаје првак Прве Б лиге и тако по први пут, 1992. године, улази у елитну Прву лигу Француске. Након прве сезоне у којој су били пети и друге у којој су били трећи, Монпеље је већ у својој трећој сезони у првој лиги освојио прву титулу првака Француске. Председник клуба, Жан Пол Лакомб, такође је спровео брзу и ефикасну реконструкцију клуба, која увелико помаже и доприноси спортским успесима.
Успеси су се низали један за другим, те су, уз титулу првака, играчи Монпељеа имали први наступ у ЕХФ купу током сезоне 1993/94. када су, као и наредне сезоне, дошли до осмине финала. Године 1994, Патрис Канаје, тренер ПСЖ-а, напушта дотадашњи клуб и постаје тренер Монпељеа. Сезона 1994/95. донела је Монпељеу прву титулу првака, који су изборили у последњим тренуцима утакмице последњег кола против ОМ Витрољеа. Следеће две сезоне Монпеље завршава на четвртом и трећем месту, која су била попраћена осмином финала Лиге шампиона и четвртфиналом ЕХФ купа.
Од 1997. па до 2006, Монпеље постаје најбољи и најдоминантнији француски клуб. Играчи су освојили чак 8 од 10 првенстава, 7 од 10 купова и 4 Лига купа. У сезонама 2000/01. и 2006/07. били су другопласирани. Током сезоне 2002/03. Монпеље успео је стићи до финала Лиге шампиона, где је играо против шпанског Портланд Сан Антонија. Након дебакла у првој утакмици, када губе с чак 27:19, Монпеље показује снагу у другој утакмици и са невероватних 31:19 побеђује Портланд и тако укупним резултатом 50:46 осваја Лигу шампиона. Монпеље је тако постао први и, за сада, једини француски клуб који је освојио Лигу шампиона.
Од 2007. Монпеље је освојио још по 5 првенстава, 6 купова, 6 Лига купова, 3 Трофеја шампиона, у Лиги шампиона је у три наврата стизао до четвртфинала и три пута до осмине финала, а једном је стигао и до финала ЕХФ купа. Исте те године долази до још једне промене имена, 5. септембра 2007. Монпеље постаје Montpellier Agglomération Handball.
Од сезоне 2010/11. Монпеље своје европске мечеве и неке мечеве првенства игра у новој Арени Монпеље, капацитета 9.000 места.
1. јула 2011, Реми Леви, потпредседник клуба од 2009, постаје нови председник Монпељеа. Ту позицију је преузео од Роберта Молинеа, који је био председник клуба 14 година. Тренутни председник клуба је Жулијен Дежари.

## Успеси
- ЕХФ Лига шампиона
  - Победник (2) : 2002/03, 2017/18.
- Прва лига Француске 
  - Првак (14–рекорд) : 1994/95, 1997/98, 1998/99, 1999/00, 2001/02, 2002/03, 2003/04, 2004/05, 2005/06, 2007/08, 2008/09, 2009/10, 2010/11, 2011/12.
  - Вицепрвак (7) : 2000/01, 2006/07, 2014/15, 2017/18, 2018/19, 2020/21, 2022/23.
- Куп Француске 
  - Освајач (14–рекорд) : 1998/99, 1999/00, 2000/01, 2001/02, 2002/03, 2004/05, 2005/06, 2007/08, 2008/09, 2009/10, 2011/12, 2012/13, 2015/16, 2024/25.
  - Финалиста (4) : 1997/98, 2016/17, 2020/21, 2022/23.
- Француски Лига куп 
  - Освајач (10–рекорд) : 2003/04, 2004/05, 2005/06, 2006/07, 2007/08, 2009/10, 2010/11, 2011/12.[1], 2013/14, 2015/16.
  - Финалиста (3) : 2002/03, 2008/09, 2018/19.
- Трофеј шампиона
  - Освајач (3–рекорд) : 2010, 2011, 2018.
  - Финалиста (1) : 2019.
- ЕХФ куп / ЕХФ Лига Европе
  - Финалиста (2) : 2013/14, 2024/25.
- Друга лига Француске
  - Првак (1) : 1991/92.

## Тренутни састав
Од сезоне 2022/23.
| Голмани (GK) - 12 Шарл Болзингер - 16 Кевин Бонафа - 92 Реми Десбоне Лева крила (LW) - 09 Иго Деска - 10 Лукас Пелас Десна крила (RW) - 32 Јанис Лен Пивоти (P) - 03 Лукас Москариело - 19 Артур Лен - 93 Верон Начиновић | Леви бек (LB) - 22 Карл Конан - 25 Андреас Холст Јенсен Средњи бек (CB) - 04 Дијего Симоне - 05 Килијан Вилмино - 20 Сташ Скубе Десни бек (RB) - 11 Гиорги Човребадзе - 13 Жилијен Бос - 18 Марко Панић - 28 Валантен Порт (капитен) |

## Трансфери договорени за сезону 2023/24.
| Долазе у Монпеље | - Иго Деска (LW) (у Веспрем) - Лукас Пелас (LW) (у ?) - Жилијен Бос (RB) (у Нант) |

## Преглед по сезонама
| Сезона   | Лига      | Позиција | Куп                   | Лига куп              | Лига шампиона            | ЕХФ куп / Лига Европе | Трофеј шампиона |
| -------- | --------- | -------- | --------------------- | --------------------- | ------------------------ | --------------------- | --------------- |
| 1982/83. | 8. лига   | Првак    | –                     | –                     | –                        | –                     | –               |
| 1983/84. | 7. лига   | Првак    | –                     | –                     | –                        | –                     | –               |
| 1984/85. | 6. лига   | Првак    | –                     | –                     | –                        | –                     | –               |
| 1985/86. | 5. лига   | Првак    | –                     | –                     | –                        | –                     | –               |
| 1986/87. | 4. лига   | 3. место | –                     | –                     | –                        | –                     | –               |
| 1987/88. | 4. лига   | Првак    | –                     | –                     | –                        | –                     | –               |
| 1988/89. | 3. лига   | Првак    | –                     | –                     | –                        | –                     | –               |
| 1989/90. | 1. Б лига | 3. место | –                     | –                     | –                        | –                     | –               |
| 1990/91. | 1. Б лига | 4. место | ?                     | –                     | –                        | –                     | –               |
| 1991/92. | 1. Б лига | Првак    | Осмина финала         | –                     | –                        | –                     | –               |
| 1992/93. | 1. А лига | 5. место | Осмина финала         | –                     | –                        | –                     | –               |
| 1993/94. | 1. А лига | 3. место | Четвртфинале          | –                     | –                        | Осмина финала         | –               |
| 1994/95. | 1. А лига | Првак    | Четвртфинале          | –                     | –                        | Осмина финала         | –               |
| 1995/96. | 1. лига   | 4. место | Четвртфинале          | –                     | Осмина финала            | –                     | –               |
| 1996/97. | 1. лига   | 3. место | Четвртфинале          | –                     | –                        | Четвртфинале          | –               |
| 1997/98. | 1. лига   | Првак    | Финалиста             | –                     | –                        | Шеснаестина финала    | –               |
| 1998/99. | 1. лига   | Првак    | Освајач               | –                     | Шеснаестина финала       | –                     | –               |
| 1999/00. | 1. лига   | Првак    | Освајач               | –                     | Шеснаестина финала       | –                     | –               |
| 2000/01. | 1. лига   | 2. место | Освајач               | –                     | Четвртфинале             | –                     | –               |
| 2001/02. | 1. лига   | Првак    | Освајач               | Полуфинале (3. место) | Четвртфинале             | –                     | –               |
| 2002/03. | 1. лига   | Првак    | Освајач               | Финалиста             | Победник                 | –                     | –               |
| 2003/04. | 1. лига   | Првак    | Није наступао         | Освајач               | Осмина финала            | –                     | –               |
| 2004/05. | 1. лига   | Првак    | Освајач               | Освајач               | Полуфинале               | –                     | –               |
| 2005/06. | 1. лига   | Првак    | Освајач               | Освајач               | Четвртфинале             | –                     | –               |
| 2006/07. | 1. лига   | 2. место | Полуфинале            | Освајач               | Осмина финала            | –                     | –               |
| 2007/08. | 1. лига   | Првак    | Освајач               | Освајач               | Четвртфинале             | –                     | –               |
| 2008/09. | 1. лига   | Првак    | Освајач               | Финалиста             | Осмина финала            | –                     | –               |
| 2009/10. | 1. лига   | Првак    | Освајач               | Освајач               | Четвртфинале             | –                     | –               |
| 2010/11. | 1. лига   | Првак    | Четвртфинале          | Освајач               | Четвртфинале             | –                     | Освајач         |
| 2011/12. | 1. лига   | Првак    | Освајач               | Освајач               | Осмина финала            | –                     | Освајач         |
| 2012/13. | 1. лига   | 3. место | Освајач               | Четвртфинале          | Групна фаза              | –                     | 3.место         |
| 2013/14. | 1. лига   | 3. место | Осмина финала         | Освајач               | –                        | Финалиста             | 4.место         |
| 2014/15. | 1. лига   | 2. место | Полуфинале            | Четвртфинале          | Осмина финала            | –                     | 3.место         |
| 2015/16. | 1. лига   | 4. место | Освајач               | Освајач               | Осмина финала            | –                     | 3.место         |
| 2016/17. | 1. лига   | 3. место | Финалиста             | Четвртфинале          | Четвртфинале             | –                     | 3.место         |
| 2017/18. | 1. лига   | 2. место | Полуфинале            | Четвртфинале          | Победник                 | –                     | 3.место         |
| 2018/19. | 1. лига   | 2. место | Полуфинале            | Финалиста             | Групна фаза              | –                     | Освајач         |
| 2019/20. | 1. лига   | 4. место | Полуфинале (отказано) | Четвртфинале          | Осмина финала (отказано) | –                     | Финалиста       |
| 2020/21. | 1. лига   | 2. место | Финалиста             | Није играно           | –                        | Четвртфинале          | Није играно     |
| 2021/22. | 1. лига   | 4. место | Четврфинале           | Полуфинале            | Четвртфинале             | –                     | Није играно     |
| 2022/23. | 1. лига   | 2. место | Финалиста             | –                     | –                        | Полуфинале            | –               |
| 2023/24. | 1. лига   | 3. место | Полуфинале            | –                     | Четвртфинале             | –                     | –               |
| 2024/25. | 1. лига   | 3. место | Освајач               | –                     | –                        | Финалиста             | –               |

## Највећи успеси

### РК Монпеље шампион Европе 2002/03.
Бруно Мартини, Тјери Омеје, Грегори Анкетил, Жан-Луи Фасила, Микаел Гигу, Дамијен Скаћианоће, Дидије Динар, Лоран Пуисежур, Силваин Роњон, Андреј Голић, Жефруа Кранц, Растко Стефановић, Младен Бојиновић, Седрик Бурде, Рабах Герби, Франк Жунилон, Дамијен Кабенгеле, Никола Карабатић, Соби Сиуд, Орелијен Имхоф и тренер Патрис Канаје.

### РК Монпеље шампион Европе 2017/18.
Венсан Жерар, Никола Портнер, Теофил Косе, Ајмен Туми, Микаел Гигу, Арно Бинго, Јонас Трухановичијус, Матје Гребиј, Мелвин Ричардсон, Вид Кавтичник, Баптист Бонефон, Валантен Порт, Мохамед Суси, Дијего Симоне, Килијан Вилмино, Жан-Луп Фостан, Лидовик Фабрегас, Бењамин Агфур, Мохамед Мамду и тренер Патрис Канаје.

## Познати играчи
| - Жоел Абати - Вилијам Акамбре - Фредерик Анкетил - Грегори Анкетил - Пјер Андри - Игор Анић - Максим Арвин-Беро - Абделкрим Бенђемил - Младен Бојиновић - Фелипе Боржес - Себастијен Боске - Седрик Бурде - Лоран Буселијер - Урош Виловски - Марк Вилтбергер - Максим Дербијер - Реми Десбоне - Адријен Дипанда - Дидије Динар - Фредерик Доле - Јуре Доленец - Лудовик Фабрегас - Жан-Луи Фасила | - Жером Фернандез - Мартин Франдесјо - Драган Гајић - Матеј Габер - Рабах Герби - Андреј Голић - Висем Хмам - Самуел Онрубија - Франк Жунилон - Давид Јуричек - Дамијен Кабенгеле - Патрик Казал - Бранко Карабатић - Лука Карабатић - Никола Карабатић - Дауда Карабуе - Рафаел Кушето - Жефруа Кранц - Венио Лосерт - Паскал Мае - Кристијан Малмагро - Бруно Мартини - Борут Мачковшек | - Хејкел Меганем - Филип Медар - Петар Метличић - Јон Мокану - Оливије Морели - Тијери Омејер - Примож Прошт - Лоран Пуисежур - Микаел Робан - Силваин Роњон - Јан Собол - Арно Сифер - Соби Сиуд - Растко Стефановић - Небојша Стојиновић - Стефан Стоеклин - Геир Свеинсон - Игор Чумак - Сорин Тоаксен - Исам Теј - Ајмен Туми - Франсоа-Ксавијер Уле - Семир Жужо |